# Einar Hultman

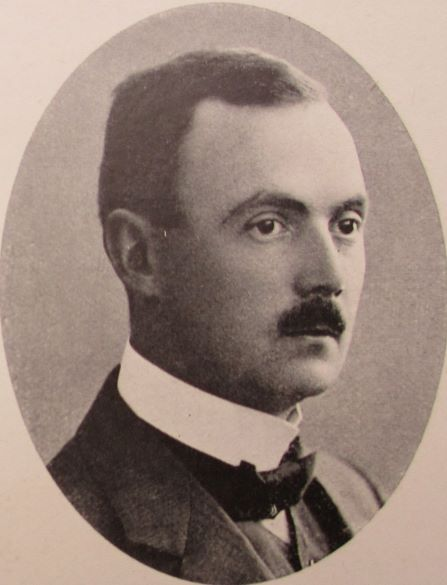
Einar Hultman.

Einar August Hultman, född 14 januari 1880 i Järvsö, Gävleborgs län, död 25 oktober 1950 i Slottsstadens församling, Malmö, var en svensk ingenjör och spårvägsdirektör.
Hultman utexaminerades från Kungliga Tekniska högskolan 1904 och studerade vid tekniska högskolan i Dresden 1904–1906. Han var anställd vid ASEA:s banavdelning 1905–1907, driftsingenjör vid Malmö stads spårvägar 1907–1917 och direktör där 1917–1946. Han var Sveriges representant i styrelsen för Internationalen Straßen- und Kleinbahnverein 1921–1927 och ordförande i Svenska Lokaltrafikföreningen 1942–1946. Efter pensioneringen blev han 1947 vice verkställande direktör i Salinder & Co AB i Malmö, ett företag som bedrev försäljning av sybehör och vävnader engros (han hade 1922 ingått äktenskap med Margit Salinder, dotter till grosshandlaren Carl Johan Salinder, död 1941). 
Hultmans tidigare opublicerade berättelse från en studieresa till europeiska spårvägsstäder 1921 utgavs 1989 av Malmö tekniska museum under titeln En spårvägsresa 1921. Han är begravd på Sankt Pauli mellersta kyrkogård i Malmö.